# Турки у Великій Британії
Турки у Великій Британії або британські турки (англ. British Turks) — турки, які іммігрували до Великої Британії або є їхніми нащадками.
Уперше турки почали емігрувати у великих кількостях з острова Кіпр для роботи, а потім ще раз, коли турки-кіпріоти були змушені покинути свої будинки під час Кіпрського конфлікту. Турки тоді стали приїздждати з Туреччини з економічних причин. Останнім часом невеликі групи турків почали іммігрувати до Великої Британії з інших європейських країн.
Станом на 2011, налічується близько 500 000 осіб турецького походження у Великій Британії, з них приблизно 150 000 турецьких громадян та близько 300 000 турків-кіпріотів. Крім того, в останні роки спостерігається зростаюча кількість етнічних турків з алжирським, болгарським, німецьким, грецьким, македонським, і румунським громадянством, які також мігрували у Велику Британію. Більшість з них живуть в Лондоні.